# Heilige Maria Presentatiekerk (Asten)
De Heilige Maria Presentatiekerk in Asten in de Nederlandse provincie Noord-Brabant is een rooms-katholieke, neogotische kerk uit 1898, gewijd aan Maria Presentatie. 

## Voorgeschiedenis
Zeker al in 1479 stond er een katholieke kerk in Asten. Deze kwam in 1648 aan de hervormden, maar werd in 1806 aan de katholieken teruggegeven, waarop de hervormden in 1810 een eigen kerk kregen.
In 1899 werd de kerk gesloopt, omdat de nieuwe kerk inmiddels ernaast in gebruik genomen was.

## Huidige gebouw
De architect van deze Presentatiekerk was Caspar Franssen. Tijdens de bouw was de parochie in geldnood, maar dankzij schenkingen, waaronder een grotere torenhaan door de aannemer C. Mestrum, kwam toch een indrukwekkende kerk tot stand, die is gelegen op de plaats van het oude gemeentehuis. 
De kerk heeft een toren van 75 m hoogte, die een carillon van 57 klokken bevat, gegoten door de plaatselijke klokkengieterij Eijsbouts. De zandstenen ingangspartij stelt onder meer de geschiedenis van Maria Presentatie voor. Naast tal van neogotische kunstvoorwerpen bevat de kerk ook een kostbare staakmadonna uit 1775, een beeld van de heilige Apollonia uit 1525 en een calvariegroep uit 1480. Het orgel stamt uit 1909 en is vervaardigd door de Gebroeders Franssen te Roermond.